# Nagulamadaka
Nagulamadaka est un village du district d'Anantapur dans l'État d'Andhra Pradesh en Inde[réf. souhaitée]. 
C'est un lieu saint pour les adorateurs de Subramania (Kârttikeya) auquel sont dédiés trois temples dans le village. 